# Ulrika Eleonora Stålhammar
Ulrika Eleonora Stålhammar (* 1683 in Svenarum; † 16. Februar 1733 in Björnskog in Hultsjö) war eine schwedische Unteroffizierin und Crossdresserin, die im Großen Nordischen Krieg diente. Sie wurde vor Gericht gestellt, weil sie beim Militär gedient hatte, sich als Mann ausgab, und weil sie eine Frau geheiratet hatte. Sie war Gegenstand von Theaterstücken, Literatur, Forschungen und Ausstellungen.

## Hintergrund
Ulrika Eleonora Stålhammar wurde als Tochter des Oberstleutnants Johan Stålhammar (1653–1711) und Anna Brita Lood († 1699) geboren. Ihr genaues Geburtsjahr ist nicht bestätigt, da die kirchlichen Dokumente für die 1680er Jahre fehlen. Traditionell wird das Jahr 1683 angegeben, da ihr Alter zum Zeitpunkt ihres Todes im Jahr 1733 mit 50 Jahren angegeben wird. Auf jeden Fall wurde sie nach ihrer älteren Schwester Elisabet Catharina geboren, die 1680 geboren wurde, und vor der ältesten ihrer jüngeren Schwestern, Brita Christina, die 1689 geboren wurde. Sie hatte fünf Schwestern: Elisabet Catharina (1680–1730), Brita Christina (1689–1749), Maria Sofia (1690–1766), Gustaviana Margareta (* 1691) und Anna Brita (1696–1756). Ihr Vater Johan Stålhammar war selbst ein Kriegsveteran und geriet nach seiner Pensionierung im Jahr 1702 fast in den Ruin.
Sie wuchs auf dem Gutshof Stensjö auf. Ulrika sagte später, dass ihr die Aufgaben, die normalerweise Männern übertragen werden, immer Spaß gemacht haben und dass sie kaum etwas von den Aufgaben gelernt habe, die normalerweise von Frauen ausgeführt werden. Sie sagte, dass Leute, die sie auf der Jagd und beim Reiten gesehen hätten, ihr gesagt hätten, dass es eine Schande sei, dass sie kein Mann sei, damit ihre Talente „in der Welt besser eingesetzt werden könnten“. Nach dem Tod ihres hoch verschuldeten Vaters im Jahr 1711 standen sie und ihre fünf Schwestern ohne Geld da, und der Familienbesitz wurde verpfändet. Sie verließen sich auf die Nächstenliebe ihrer Verwandten und gingen arrangierte Ehen mit Menschen ein, die sie für minderwertig hielten: Innerhalb von vier Jahren nach dem Tod ihres Vaters waren alle ihre Schwestern verheiratet. Ulrika, die mit ansehen musste, wie ihre Schwestern unangenehme Ehen eingingen, wollte nicht heiraten, und im März 1713 kleidete sie sich in die Kleider ihres Vaters, stahl ein Pferd aus dem Stall und lief von zu Hause weg. Berichten zufolge entkam sie „einem Heiratsantrag, der für sie unangenehm war“.
Sie nahm den Namen Vilhelm Edstedt an. Sie hatte von Anfang an den Plan, in die Armee einzutreten, und „suchte lange nach einer Möglichkeit, sich zu melden, und arbeitete bis dahin als Taffeltäckare für den Gouverneur Mannerborg in Turku und als Dienerin des Wachleutnants Casper Johan Berch“.

## Militärische Karriere und Heirat
Am 15. Oktober 1715 trat Ulrika Eleonora Stålhammar schließlich als Artilleristin in Kalmar unter dem Namen Vilhelm Edstedt in die Armee ein. Sie nahm nicht an der aktiven Kriegsführung teil, da sie in der Garnison von Kalmar stationiert war, die während des Großen Nordischen Krieges nicht zum Einsatz kam. Nichtsdestotrotz war sie in ihrem beruflichen Verhalten erfolgreich und wurde schließlich in den Rang eines Unteroffiziers befördert. Berichten zufolge zog sie es vor, ein Zimmer zu mieten, anstatt in der Kaserne zu schlafen. Dies war erlaubt und wurde akzeptabel, wenn auch etwas ungewöhnlich für einfache Soldaten, die es normalerweise vorzogen, ihr mageres Gehalt nicht für spezielle Schlafgelegenheiten auszugeben.
In der Silvesternacht 1716 verlobte sie sich mit einem Dienstmädchen namens Maria Lönnman und heiratete sie am 15. April desselben Jahres. Später wurde berichtet, dass Löhnman dachte, Stålhammar sei impotent, aber sie sei damit zufrieden, ohne Sex zu leben, da sie zuvor Opfer einer Vergewaltigung geworden war. Ulrika enthüllte schließlich ihr Geschlecht, und sie lebten glücklich weiter in einer Beziehung, die später als „spirituelle Liebe“ beschrieben wurde.
Im Jahr 1724 erfuhr ihre Schwester Elisabet Catharina von dem, was sie getan hatte. Schockiert über das Crossdressing und die gleichgeschlechtliche Ehe schrieb sie an Ulrika, dass sie eine „Sünde gegen den Willen Gottes“ begangen habe.
Ulrika versprach ihrer Schwester, das Heer zu verlassen, was sie aber erst am 25. August 1726 tat. Sie schrieb an ihre wohlhabende Tante, die Witwe ihres verstorbenen Onkels, der Gutsbesitzerin Sofia Drake, und bat um Schutz für Maria und sich selbst. Sofia Drake ließ ihren Sohn Ulrika, Eleonora und Maria aus Kalmar mitbringen. Drake sorgte dafür, dass Stålhammar bei Verwandten auf dem Land in Värmlanduntergebracht wurde, damit sie sich allmählich wieder an das Tragen von Frauenkleidung gewöhnen konnte, während Maria in der Villa von Drake, Salshult außerhalb von Vetlanda in Småland, Zuflucht fand. Einmal gelang es dem Paar, sich auf dem Anwesen des königlichen Stallmeisters Silfversparre in Gullaskruv zu treffen, wo Maria vorübergehend Zuflucht fand: Es wird nicht erwähnt, unter welchen Umständen sie sich kennenlernten. Maria Lönman machte offenbar einen guten Eindruck auf Drake.

## Prozess und Urteil
Sich als Angehöriger des anderen Geschlechts auszugeben, war nach geltendem Recht ein schweres religiöses Verbrechen, das mit dem Tod bestraft werden konnte. Gerüchte machten die Runde über Stålhammar. Im Hochsommer 1728 begab sich Ulrika auf Anraten ihrer Familie nach Helsingör in Dänemark, schrieb ein Bekenntnisschreiben an die schwedische Regierung und bat um deren Begnadigung. Stålhammar bat den König um Verzeihung wegen: „Meinem schwachen Geschlecht, das wenn auch nur mit der tiefsten Demut, Treue und Standhaftigkeit in zehn Jahren der schwedischen Krone gedient hat“. Sie kehrte zu Sofia Drake nach Salshult zurück, von wo aus sie sich bei den Behörden in Jönköping meldete.
Am 10. Februar 1729 wurden Ulrika Eleonora Stålhammar und Maria Lönman in Kalmar vor Gericht gestellt. Das Gericht von Kalmar wusste nicht, unter welcher Anklage sie angeklagt werden sollten, und konsultierte das Obergericht Göta hovrätt in Jönköping. Nachdem er die Bibel konsultiert hatte, wurde Stålhammar angeklagt, „die Ordnung Gottes verletzt“ zu haben, indem er sich als Mann verkleidet hatte, und der „Verhöhnung der Ehe“, indem er ein Mitglied des gleichen Geschlechts heiratete.
Stålhammar wurde auch angeklagt, eine gleichgeschlechtliche Frau, Maria Löhnman, geheiratet zu haben. Sie gestand, dass sie von einer „starken Liebe“ zu Löhnman ergriffen worden sei und beschlossen habe, „mit ihr zu leben und zu sterben“.  Sie behauptete, sich während eines Traums in sie verliebt zu haben, und machte ihr einen Heiratsantrag. Nach einiger Zeit des Werbens und der Korrespondenz hatte Löhnman ihren Antrag angenommen. Vierzehn Tage nach ihrer Hochzeit hatte Stålhammar „nach vielen Seufzern und Tränen“ Löhnman gestanden, dass sie vielleicht nicht der „richtige Mann“ sei, und sich zu erkennen gegeben. Maria Löhnmann hatte ihr Vorwürfe gemacht, aber versprochen, sie nicht zu verraten, um ihr kein Leid zuzufügen, und schließlich gesagt: „Wenn es so ist, dann trauere nicht. Gott sei Dank war das für mich nie ein Problem.“
Maria Löhnman bezeugte, dass sie Stålhammar zunächst für einen Hermaphroditen gehalten habe. Aber sie gestand, dass sie Stålhammar noch mehr geliebt hatte, seit sie ihr wahres Geschlecht herausgefunden hatte, und dass sie sie niemals hätte verraten können, sondern stattdessen zu Gott betete, dass die Sache nie enthüllt würde und dass Stålhammar nicht zum Dienst gerufen würde, damit sie für immer zusammen sein könnten.
Das Paar leugnete vor Gericht, dass sie sexuellen Kontakt miteinander hatten. Ehe Stålhammar sich zu erkennen gab, hatte Löhnman nichts weiter auf ihren Arm gelegt. Stålhammar behauptete auch, dass sie sich wegen ihrer Tugend in Löhnman verliebt habe, und mehrere Zeugen sagten aus, dass das Paar für seine Tugend bekannt war. Als das Gericht Stålhammar fragte, wie sie zehn Jahre lang ein Eheleben ohne Männer hätte führen können, antwortete sie: „Da sie, Gott sei Dank, nie ausschweifende Gedanken und noch weniger natürliche Lust hatte, war es für sie nie notwendig, mit einer männlichen Person Umgang zu haben.“ Das Gericht fragte Löhnman, ob sie und Stålhammar jemals „eine solche Liebesübung hatten, wie sie Ehepaare haben?“, worauf sie antwortete: „Nein, sie hat es nie getan und auch nie dazu eingeladen“.
Das Gericht war neugierig, wie Stålhammar es geschafft hatte, als Mann durchzugehen, und ließ sie von einer Hebamme körperlich untersuchen. Die Hebamme berichtete, dass sie völlig normal entwickelt war, abgesehen davon, dass sie für eine Frau ungewöhnlich flachbrüstig war. Aber auch die Jury war beeindruckt und fasziniert von ihr. Sie stammte aus Småland, was an die legendäre Kriegerin Blenda erinnerte, die ebenfalls aus Småland stammte.
Ihre Tante, Sofia Drake, machte ebenfalls eine „kraftvolle Intervention“ zu ihren Gunsten, die sich zu ihren Gunsten ausgewirkt haben soll.
Das Appellationsgericht Göta hovrätt in Jönköping urteilte, dass die Ehe gegen das Gesetz Gottes und der Natur verstoßen habe, sprach sie aber vom Vorwurf der Homosexualität frei, da sie beschlossen, den Zeugenaussagen zu glauben, dass das Paar in einer Ehe ohne Sex gelebt hatte. Dies veranlasste die Richter, die Ehe positiv zu bewerten, da sie „von der reinsten, geistigsten Art, eine Verbindung der Tugend“ sei.
Am 18. Dezember 1729 wurde Ulrika Eleonora Stålhammar für schuldig befunden, sich als Mann ausgegeben und eine Frau geheiratet zu haben. Es handelte sich um Verbrechen, die formell ein Todesurteil bedeuteten, aber Stålhammars Strafe war auf einen Monat Gefängnis mit Wasser und Brot beschränkt, gefolgt von dem Pranger und der Verbannung aus Kalmar. Maria Lönman wurde zu vierzehn Tagen Gefängnis verurteilt, weil sie es versäumt hatte, die Wahrheit zu enthüllen.
Am 30. Januar 1730 reduzierte König Friedrich I. von Schweden die Strafe für Stålhammar, indem er die Angabe von „Wasser und Brot“ entfernte, während Maria Lönmans Strafe auf acht Tage reduziert wurde.
Nach Verbüßung der Strafe führte das Paar ein ruhiges Leben auf den Gütern von Ulrikas Verwandten. Ulrika Eleonora Stålhammar lebte mit ihrer Elisabet Ramsvärd, der Witwe nach Oberstleutnant Erik Silfversparre, in Hultsjö bei Sävsjö: Ihre Tochter Margareta Elisabet war mit Ulrika Eleonoras Cousin Otto Fredrik Stålhammar, dem Sohn von Sofia Drake, verheiratet. Maria Löhnman war als Haushälterin bei Stålhammars Tante, Sofia Drake af Torp och Hamra, auf dem Herrenhaus Salshult bei Vetlanda angestellt. Briefe zeigen die Liebe von Ulrika Stålhammar und Maria Löhnman zueinander. Ulrika starb 1733, und Maria arbeitete bis zu ihrem Tod am 16. Mai 1761 als Haushälterin für Ulrikas Tante und später für ihre Cousine.

## Kontext
In der Frühen Neuzeit gab es mehrere Fälle, in denen sich Frauen in der schwedischen Armee als Männer ausgaben. Zuvor gab es den Fall von Brita Olofsdotter,  die 1569 im Krieg in Livland in der schwedischen Kavallerie diente, und den Fall von Lisbetha Olsdotter, die verurteilt und hingerichtet wurde, weil sie als Soldatin unter dem Namen Mats Ersson gedient hatte. Tatsächlich erreichten diese Fälle zu Beginn des 18. Jahrhunderts einen Höhepunkt. Anna Jöransdotter und Margareta Elisabeth Roos, Zeitgenossinnen von Ulrika Eleonora Stålhammar, dienten beide in der Armee Karls XII. von Schweden während des Großen Nordischen Krieges: Im Fall von Roos war es unbestätigt, da sie nie vor Gericht gestellt wurde, aber Anna Jöransdotter diente unter dem Namen Johan Haritu, bis sie 1714 entdeckt wurde. Und von einer dritten Frau ist bekannt, dass sie für ihren Dienst als Soldatin während des Feldzuges in Norwegen ausgepeitscht wurde, aber bis in die 1740er Jahre in Männerkleidung auf den Straßen Stockholms gesehen wurde, wo sie als „Die Reiterin“ bekannt war.
In der Öffentlichkeit herrschte ein gewisses Bewusstsein für das Phänomen: 1715 verteidigte sich der Soldat Jürgen Wiess während eines Prozesses gegen männliche Homosexualität mit der Behauptung, er habe nur deshalb bereitwillig auf die sexuellen Annäherungsversuche eines männlichen Unteroffiziers reagiert, weil er geglaubt habe, der Unteroffizier sei eine verkleidete Frau. denn es war bekannt, dass sich unter den Soldaten mehrere verkleidete Frauen befanden.

## In der Populärkultur
Ulrika Eleonora Stålhammar ist das Thema des Buches Ulrica Eleonora Karl XII: Die Amazone (Ulrica Eleonora, die Amazone Karls XII.) von Colibrine Sandström und in einem Theaterstück, das 2005 von Calmare Gycklare aufgeführt wurde.